# هربرت سوان
هربرت سوان هو سياسي كندي، ولد في 20 يناير 1927 في كندا. حزبياً، نشط في حزب ساسكاتشوان المحافظ التقدمي. وقد انتخب عضو المجلس التشريعي من ساسكاتشوان.